# Mihororo
Mihororo är ett vattendrag i Burundi.   Det ligger i provinsen Ruyigi, i den centrala delen av landet, 80 kilometer öster om huvudstaden Bujumbura.
Omgivningarna runt Mihororo är en mosaik av jordbruksmark och naturlig växtlighet. Runt Mihororo är det ganska tätbefolkat, med 111 invånare per kvadratkilometer.